# Masirana kuramotoi
Espèce
Masirana kuramotoi est une espèce d'araignées aranéomorphes de la famille des Leptonetidae.

## Distribution
Cette espèce est endémique de Honshū au Japon. Elle se rencontre dans le plateau Akiyoshi dans la préfecture de Yamaguchi.

## Étymologie
Cette espèce est nommée en l'honneur de Tadashi Kuramoto.

## Publication originale
- Komatsu, 1974 : Leptonetid spiders in Akiyoshi-dai Plateau. Bulletin of the Akiyoshi-dai Museum of Natural History, no 10, p. 17-30.